# حق رأی عمومی

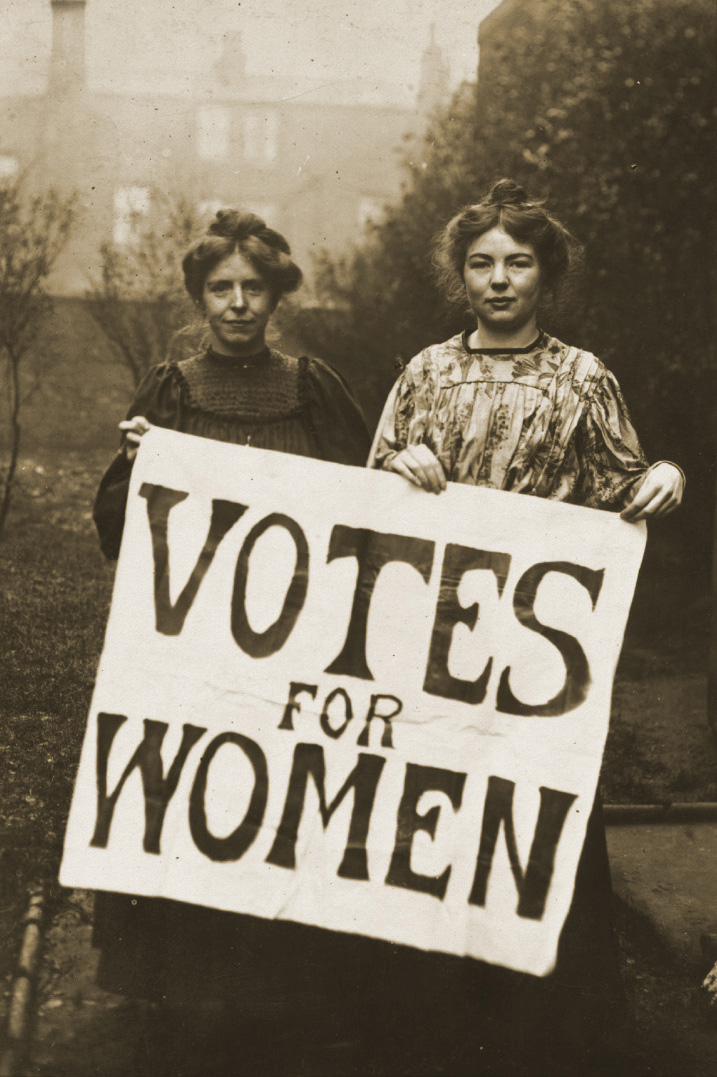

حق رأی جهانی یا حق رأی عمومی (به انگلیسی: Universal suffrage) یا حق رأی مشترک شامل گسترش حق رأی به افراد و شهروندان بالغ و حتی گاهی به افراد زیر سن قانونی رأی‌گیری و کسانی که حق شهروندی ندارند، است. حقِ رأی دو جزء اساسی لازم دارد: حق رأی و فرصتی برای رأی دادن.
در جاهایی که حق رأی جهانی پاس داشته می‌شود؛ حقِ رأی به وسیلهٔ نژاد، جنسیت، عقیده، دارایی یا موقعیت اجتماعیِ افراد محدود نمی‌شود.
در سال ۱۸۹۳ نیوزیلند نخستین کشوری در جهان بود که حقِ رأی مساوی را به زن و مرد بالغ اعطا کرد.